# 32.ª edición de los Premios Grammy
La 32.ª edición de los Premios Grammy se celebró el 21 de febrero de 1990 en el Shrine Auditorium de Los Ángeles, en reconocimiento a los logros discográficos alcanzados por los artistas musicales durante el año anterior. El evento fue presentado por Garry Shandling y fue televisado en directo en Estados Unidos por CBS.

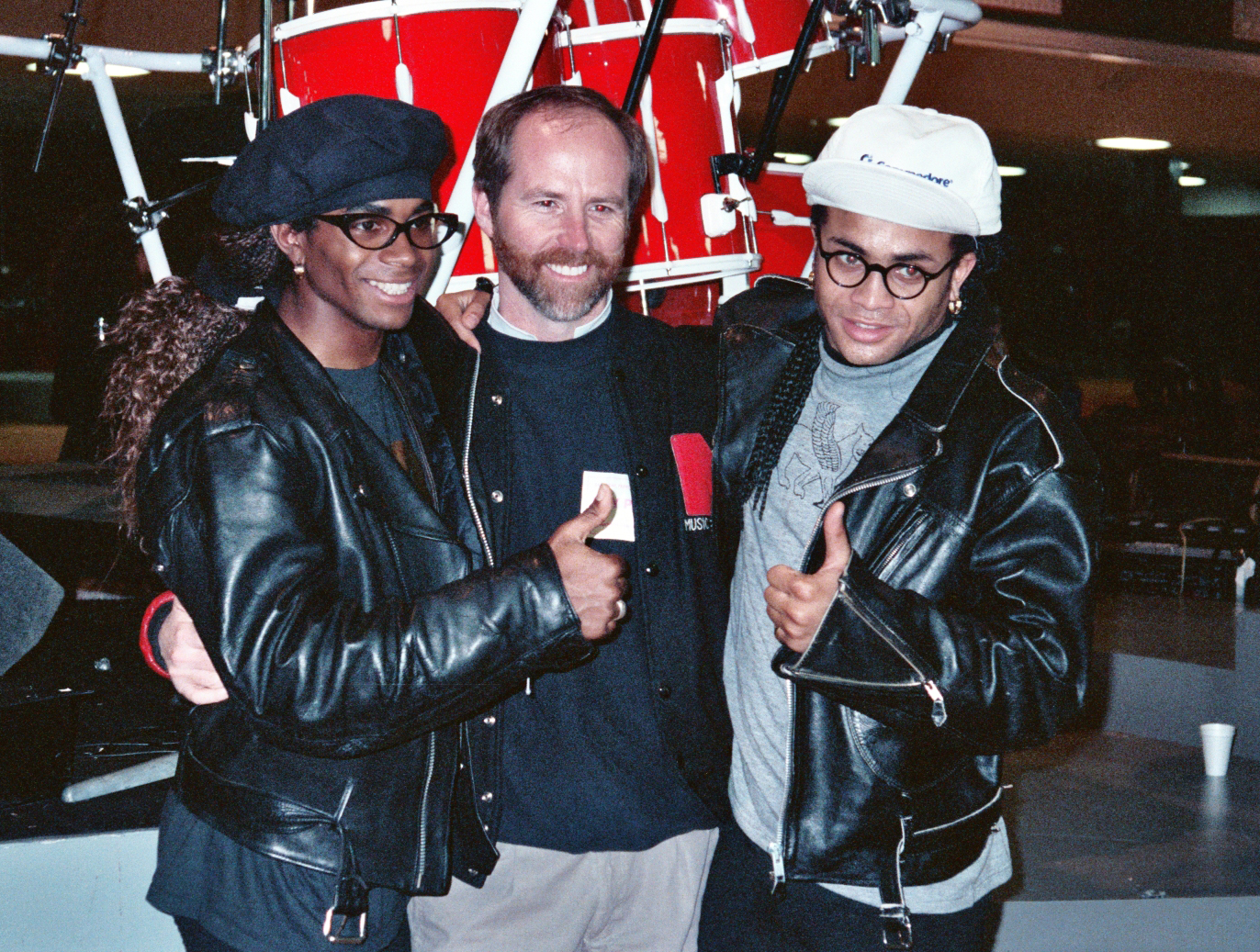
Milli Vanilli con Michael Greene, presidente de NARAS, durante el ensayo para los Grammys de 1990.

El galardón al mejor artista novel fue originalmente otorgado a Milli Vanilli. Sin embargo, en noviembre de 1990 la Academia Nacional de Grabación de Artes y Ciencias anuló dicho Grammy, una vez que los integrantes del grupo Robert Pilatus y Fabrice Morvan, así como su productor Frank Farian, admitieron que el dúo "no había cantado una sola nota" en su álbum Girl You Know It's True.

## Ganadores

### Generales
- Grabación del año
  - Arif Mardin (productor) & Bette Midler por "Wind Beneath My Wings"
- Álbum del año
  - Don Was (productor) & Bonnie Raitt por Nick of Time
- Canción del año
  - Jeff Silbar & Larry Henley (compositores); Bette Midler (intérprete) por "Wind Beneath My Wings"

### Blues
- Mejor álbum de blues tradicional
  - Bonnie Raitt & John Lee Hooker por "I'm in the Mood"
- Mejor álbum de blues contemporáneo
  - Stevie Ray Vaughan & Double Trouble por In Step

### Clásica
- Mejor interpretación orquestal
  - Leonard Bernstein (director) & New York Philharmonic Orchestra por Mahler: Sinfonía n.º 3
- Mejor interpretación solista vocal clásica
  - David Zinman (director), Dawn Upshaw & Orchestra of St. Luke's por Knoxville - Summer of 1915 (Music of Barber, Menotti, Harbison, Stravinsky)
- Mejor grabación de ópera
  - Cord Garben (productor), James Levine (director), Hildegard Behrens, Gary Lakes, Christa Ludwig, Kurt Moll, James Morris, Jessye Norman & Metropolitan Opera Orchestra por Wagner: Die Walküre
- Mejor interpretación coral (que no sea ópera)
  - Robert Shaw (director) & Atlanta Symphony Orchestra & Chorus por Britten: War Requiem
- Mejor interpretación clásica, solista instrumental (con orquesta)
  - David Zinman (director), Yo-Yo Ma & the Baltimore Symphony Orchestra por Barber: Concierto para violonchelo, Op. 22 / Britten: Sinfonía para violonchelo y orquesta, Op. 68
- Mejor interpretación clásica, solista instrumental (sin orquesta)
  - Andras Schiff por Bach: Suites inglesas
- Mejor interpretación de música de cámara
  - Wolf Erichson (productor) & Emerson String Quartet por Bartók: 6 String Quartets
- Mejor composición clásica contemporánea
  - Steve Reich (compositor) & Kronos Quartet por Reich: Different Trains
- Mejor álbum de música clásica
  - Wolf Erichson (productor) & Emerson String Quartet por Bartók: 6 String Quartets

### Comedia
- Mejor álbum de comedia
  - Peter Schickele por P.D.Q. Bach: 1712 Overture & Other Musical Assaults

### Composición y arreglos
- Mejor composición instrumental
  - Danny Elfman (compositor); Sinfonia of London Orchestra (intérpretes) por "The Batman Theme"
- Mejor canción escrita específicamente para una película o televisión
  - Carly Simon (compositora) por "Let the River Run" (de Working Girl)
- Mejor álbum de banda sonora original instrumental escrita para una película o televisión
  - Dave Grusin (compositor) por The Fabulous Baker Boys
- Mejor arreglo instrumental
  - Dave Grusin (arreglista) por "Suite from The Milagro Beanfield War"
- Mejor arreglo instrumental acompañado de vocalista
  - Dave Grusin (arreglista); Michelle Pfeiffer (intérprete) por "My Funny Valentine"

### Country
- Mejor interpretación vocal country, femenina
  - k.d. lang por Absolute Torch and Twang
- Mejor interpretación vocal country, masculina
  - Lyle Lovett por Lyle Lovett and His Large Band
- Mejor interpretación country, duo o grupo
  - Nitty Gritty Dirt Band por Will the Circle Be Unbroken: Volume Two
- Mejor colaboración vocal country
  - Hank Williams Jr. & Hank Williams Sr. por "There's a Tear in My Beer"
- Mejor interpretación instrumental country
  - Randy Scruggs por "Amazing Grace"
- Mejor canción country
  - Rodney Crowell (compositor e intérprete) por "After All This Time"
- Mejor grabación de bluegrass
  - Bruce Hornsby & Nitty Gritty Dirt Band por "The Valley Road"

### Espectáculo musical
- Mejor álbum de espectáculo con reparto original
  - Jay David Saks (productor) & el elenco original con Jason Alexander, Debbie Shapiro & Robert La Fasse por Jerome Robbins' Broadway

### Folk
- Mejor álbum de folk tradicional
  - Marcel Cellier (productor); Bulgarian State Television Female Vocal Choir (intérpretes) por Le Mystere des Voix Bulgares, Vol. II
- Mejor álbum de folk contemporáneo
  - Indigo Girls por Indigo Girls

### Gospel
- Mejor interpretación vocal gospel, femenina
  - CeCe Winans por "Don't Cry"
- Mejor interpretación vocal gospel, masculina
  - BeBe Winans por "Meantime"
- Mejor interpretación vocal gospel, duo o grupo
  - Take 6 por "The Savior Is Waiting"
- Mejor interpretación gospel soul, masculina o femenina
  - Al Green por "As Long as We're Together"
- Mejor interpretación gospel soul, duo grupo
  - Daniel Winans por "Let Brotherly Love Continue"

### Hablado
- Mejor grabación hablada
  - Gilda Radner por It's Always Something

### Histórico
- Mejor álbum histórico
  - Andy McKaie (productor) por Chuck Berry - The Chess Box

### Infantil
- Mejor grabación para niños
  - J. Aaron Brown, David R. Lehman (productores) & Tanya Goodman por The Rock-A-Bye Collection, Vol. 1

### Jazz
- Mejor interpretación vocal jazz femenina
  - Ruth Brown por Blues on Broadway
- Mejor interpretación vocal jazz masculina
  - Harry Connick Jr. por When Harry Met Sally...
- Mejor interpretación vocal jazz, duo o grupo
  - Dr. John & Rickie Lee Jones por "Makin' Whoopee"
- Mejor interpretación instrumental jazz, solista (en grabación de jazz)
  - Miles Davis por Aura
- Mejor interpretación instrumental jazz, grupo
  - Chick Corea por Chick Corea Akoustic Band
- Mejor interpretación instrumental jazz, big band
  - Miles Davis por Aura
- Mejor interpretación de jazz fusion
  - Pat Metheny Group por Letter From Home

### Latina
- Mejor álbum de pop latino
  - José Feliciano por "Cielito Lindo"
- Mejor álbum latino tropical tradicional
  - Ray Barretto & Celia Cruz por Ritmo en el corazón
- Mejor interpretación mexicano-americana
  - Los Lobos por La pistola y el corazón

### New age
- Mejor interpretación new age
  - Peter Gabriel por Passion - Music For the Last Temptation of Christ